# 封鎖阿爾梅達
封鎖阿爾梅達（法語：Blocus d'Almeida）發生於1811年4月14日至5月10日，安托萬·布雷尼爾率領的法國駐軍被約13,000人的聯軍包圍。在法國的解圍行動失敗後，布雷尼爾率領部隊炸毀部分堡壘，並於夜晚突破英軍封鎖撤離。令英國陸軍司令威靈頓子爵大為惱火的是，由於法軍指揮官堅定的決心、英軍的笨手笨腳和極佳的運氣，絕大部分法軍都成功突破封鎖。此行動發生於拿破崙戰爭的半島戰爭中，該堡壘位於里斯本東北方向約300公里處。

## 註腳
1. ↑  Glover 2001，第156頁.

## 延伸閱讀
- Lipscombe, Nick. . Oxford: Osprey Publishing. 2014. ISBN 978-1-4728--0773-1.
- Zimmermann, Dick. . Wargamer's Digest. 1979.

## 外部連結
- 维基共享资源上的相關多媒體資源：封鎖阿爾梅達